# Morismas de Bracho
Las Morismas de Bracho son una festividad tradicional religiosa y cultural que se celebra anualmente en el estado de Zacatecas, México, principalmente durante la última semana de agosto. Consiste en una representación masiva de las batallas históricas y legendarias entre los ejércitos cristianos y moros, en un contexto escénico influido por la tradición medieval española. Es considerada una de las representaciones más grandes en su tipo en América Latina.

## Historia
Las primeras morismas en la Nueva España se remontan a alrededor de 1538, según investigaciones historiográficas realizadas por Bernardo del Hoyo Calzada, quien cita estudios del historiador francés Robert Ricard y registra la presencia del antropólogo Bolland en las festividades de los años 1979–1980.
En Zacatecas, la tradición se remonta al siglo XIX, con registros que indican su realización desde aproximadamente 1830. Surgió como expresión de fe popular vinculada al culto de Nuestro Señor del Saucito y San Juan Bautista. La festividad fue suspendida en varias ocasiones durante la Independencia, la Reforma, la Revolución y la Guerra Cristera, retomándose en 1886 con nuevos protagonistas como los "devastadores" (barbones).

## Tres épocas representadas
Una de las particularidades de las Morismas de Bracho es que integran tres tiempos o épocas distintas dentro de su representación:
- 1. Época bíblica: La decapitación de Juan el Bautista, tal como se relata en los Evangelios, marcando el contexto espiritual y simbólico que da origen a la devoción.
- 2. Edad Media legendaria: Los 12 pares de Francia, comandados por Carlomagno, combaten al ejército musulmán liderado por el almirante Balán, y se escenifica la conversión de Fierabrás al cristianismo.
- 3. Época renacentista: La Batalla de Lepanto (1571), conflicto naval entre la Liga Santa y el Imperio Otomano, es dramatizada como una victoria de la fe cristiana y símbolo de defensa de Occidente.

Estas épocas se entrelazan simbólicamente, reflejando la lucha entre la luz y la oscuridad, la fe y la herejía, y la victoria espiritual sobre el enemigo.

## Desarrollo
La festividad se realiza en el Cerro de Bracho, a las afueras de la ciudad de Zacatecas, del jueves al domingo de la última semana de agosto. Participan entre 10,000 y 15,000 personas divididas en dos grandes ejércitos:
- Cristianos: con personajes como Carlomagno, Roldán, Oliveros, entre otros.
- Moros: encabezados por Rey Balán, Fierabrás, y jefes sarracenos.

Las actividades incluyen marchas, parlamentos, batallas a caballo, escenas de conversión religiosa y momentos culminantes como la ejecución del rey moro. Se utilizan cañones, caballos, pólvora y vestuario artesanal.

## Elementos culturales
Además de su carácter teatral, las Morismas son un acto de devoción comunitaria. Se transmiten de generación en generación, fortaleciendo la identidad de las familias participantes. Entre los elementos destacados están:
- Elaboración artesanal de uniformes y escudos.
- Participación intergeneracional (niños, jóvenes, adultos).
- Códigos tradicionales, libretos orales y organización jerárquica.
- Importancia del simbolismo religioso.

## Reconocimientos
- En 2022 fueron declaradas Patrimonio Cultural Inmaterial del Estado de Zacatecas.
- Actualmente se impulsa su reconocimiento ante la UNESCO como Patrimonio Cultural Inmaterial de la Humanidad.